# Achun
Achun är en kommun i departementet Nièvre i regionen Bourgogne-Franche-Comté i de centrala delarna av Frankrike. Kommunen ligger i kantonen Châtillon-en-Bazois som tillhör arrondissementet Château-Chinon (Ville). År 2022 hade Achun 160 invånare.

## Befolkningsutveckling
Antalet invånare i kommunen Achun
| Referens: INSEE |